# جین باسون
جین باسون (به انگلیسی: Jean Basson) (زادهٔ ۵ اکتبر ۱۹۸۷) شناگر اهل آفریقای جنوبی است.